# Potamogeton maackianus
Potamogeton maackianus är en nateväxtart som beskrevs av A. Benn. Potamogeton maackianus ingår i släktet natar, och familjen nateväxter. Inga underarter finns listade.